# Fernando Vázquez de Arce
Fernando Vázquez de Arce (falecido em 1520) foi um prelado católico romano que serviu como bispo das Ilhas Canárias de 1513 a 1520.

## Biografia
No dia 20 de maio de 1513, Fernando Vázquez de Arce foi nomeado durante o papado de Leão X como Bispo das Ilhas Canárias, onde serviu como bispo até à sua morte em 1520.